# سلوبودان سانتراتش
سلوبودان سانتراتش (بالصربية: Слободан Сантрач)‏ (مواليد 1 يوليو 1946) هو لاعب كرة قدم. يلعب مع منتخب يوغوسلافيا لكرة القدم. سبق له أن لعب في كأس العالم لكرة القدم مع منتخب بلاده.

## روابط خارجية
- سلوبودان سانتراتش على موقع قاعدة بيانات كرة القدم.إي يو (الإنجليزية)
- سلوبودان سانتراتش على موقع ناشيونال فوتبول تيمز (الإنجليزية)
- سلوبودان سانتراتش على موقع عالم كرة القدم.نت (الإنجليزية)